# 保罗·沃姆泽
保罗·沃姆泽（法語：Paul Wormser，1905年6月11日—1944年8月17日），法国男子击剑运动员，主攻重剑。他曾代表法国参加1936年夏季奥林匹克运动会击剑比赛，获得男子团体重剑铜牌。